# Fuerzas Armadas de Nigeria

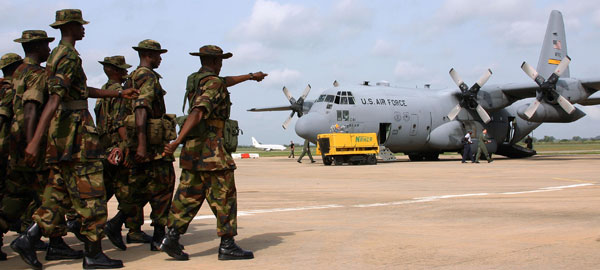
Soldados de Nigeria embarcando en una aeronave de transporte militar para la misión de paz en Darfur de las Naciones Unidas.

Las Fuerzas Armadas de Nigeria (FAN) son las fuerzas militares de Nigeria. Las fuerzas constan de tres ramas de servicio: El Ejército de Nigeria, la Armada de Nigeria y la Fuerza Aérea de Nigeria. El Presidente de Nigeria funciona como comandante en jefe de las fuerzas armadas, ejerciendo su autoridad constitucional a través del Ministerio de Defensa, que es responsable de la gestión del ejército y su personal. El jefe operativo de las FAN es el Jefe del Estado Mayor de la Defensa, que está subordinado al Ministro de Defensa de Nigeria. Con una fuerza de más de 230 000 efectivos activos, el Ejército nigeriano es uno de los servicios de combate uniformados más grandes de África. Según Global Firepower, las Fuerzas Armadas de Nigeria son el cuarto ejército más poderoso de África y ocupan el puesto 35 en su lista a nivel internacional.

## Ejército de Nigeria
En el año 2019 contaba con 162.000 soldados profesionales en activo, así como más de 30.000 reservistas. El armamento de las Fuerzas Armadas de Nigeria está compuesto de:

### Armas de fuego
| Nombre                   | Fotografía               | País de origen           | Tipo                     | Notas |
| Pistolas semiautomáticas | Pistolas semiautomáticas | Pistolas semiautomáticas | Pistolas semiautomáticas | Pistolas semiautomáticas |
| ------------------------ | ------------------------ | ------------------------ | ------------------------ | --- |
| Beretta 92               |                          | Italia                   | Pistola semiautomática   | |
| Beretta M1951            |                          | Italia                   | Pistola semiautomática   | |
| FN Browning GP-35        |                          | Bélgica                  | Pistola semiautomática   | Producida localmente bajo licencia por DICON.                                                                                     |
| Walther P5               |                          | Alemania                 | Pistola semiautomática   | |
| Subfusiles               |                          |                          |                          | |
| Heckler & Koch MP5       |                          | Alemania                 | Subfusil                 | |
| Beretta M12              |                          | Italia Nigeria           | Subfusil                 | Producido localmente bajo licencia por DICON.                                                                                     |
| Sa vz. 23                |                          | Checoslovaquia           | Subfusil                 | |
| Sten                     |                          | Reino Unido              | Subfusil                 | |
| Subfusil Sterling        |                          | Reino Unido              | Subfusil                 | |
| Uzi                      |                          | Israel                   | Subfusil                 | |
| Carabina                 |                          |                          |                          | |
| FB Mini-Beryl            |                          | Polonia                  | Carabina                 | |
| Fusiles de asalto        |                          |                          |                          | |
| IWI Tavor                |                          | Israel                   | Fusil de asalto          | Utilizado principalmente por las Fuerzas Especiales.                                                                              |
| CAA AK-Alfa              |                          | Estados Unidos Israel    | Fusil de asalto          | Utilizado principalmente por las Fuerzas Especiales.                                                                              |
| Beryl M762               |                          | Polonia                  | Fusil de asalto          | Producido localmente bajo licencia por DICON, servirá como rifle de asalto estándar, para reemplazar a los rifles OBJ-006 y NR-1. |
| Fusil M16                |                          | Estados Unidos           | Fusil de asalto          | |
| FN FNC                   |                          | Bélgica                  | Fusil de asalto          | |
| Beretta AR70/90          |                          | Italia                   | Fusil de asalto          | |
| Daewoo K2                |                          | Corea del Sur            | Fusil de asalto          | 33.000 unidades han sido compradas.                                                                                               |
| OBJ-006                  |                          | Unión Soviética Nigeria  | Fusil de asalto          | Producido por DICON como OBJ-006.                                                                                                 |
| AKM                      |                          | Unión Soviética          | Fusil de asalto          | |
| Fusiles de combate       |                          |                          |                          | |
| SIG SG 540               |                          | Suiza                    | Fusil de combate         | |
| Heckler & Koch G3        |                          | Alemania                 | Fusil de combate         | |
| FN FAL                   |                          | Bélgica Nigeria          | Fusil de combate         | Variante local designada NR1. |
| Beretta BM 59            |                          | Italia Nigeria           | Fusil de combate         | Producido localmente bajo licencia por DICON.                                                                                     |
| Ametralladora            |                          |                          |                          | |
| M2 Browning              |                          | Estados Unidos           | Ametralladora pesada     | |
| Fusil de francotirador   |                          |                          |                          | |
| Rifle Bor                |                          | Polonia                  | Fusil de francotirador   | Cartucho .338 Lapua Magnum |

### Armas antitanque
| Swingfire                     |  | Reino Unido     | Misil antitanque              | 100 almacenados.                               |
| Cañones sin retroceso         |  |                 |                               |                                                |
| M40                           |  | Estados Unidos  | Arma antitanque               |                                                |
| Carl Gustaf                   |  | Suecia          | Arma antitanque               | [ 5 ]                                          |
| Norinco LG3 AGL               |  | China           | Lanzagranadas automático      |                                                |
| Granada propulsada por cohete |  |                 |                               |                                                |
| RPG-7                         |  | Unión Soviética | Arma antitanque               |                                                |
| LRAC F1                       |  | Francia         | Granada propulsada por cohete | Manufacture Nationale d'Armes de Saint-Etienne |

### Defensa antiaérea
| Nombre                              | Fotografía                          | Tipo                                  | País de origen                      | En servicio                         | Notas                                                |                                     |
| Artillería antiaérea autopropulsada | Artillería antiaérea autopropulsada | Artillería antiaérea autopropulsada   | Artillería antiaérea autopropulsada | Artillería antiaérea autopropulsada | Artillería antiaérea autopropulsada                  | Artillería antiaérea autopropulsada |
| ----------------------------------- | ----------------------------------- | ------------------------------------- | ----------------------------------- | ----------------------------------- | ---------------------------------------------------- | ----------------------------------- |
| ZSU-23-4 Shilka                     |                                     | Cañón antiaéreo autopropulsado        | Unión Soviética                     | 30                                  |                                                      |                                     |
| Artillería antiaérea                |                                     |                                       |                                     |                                     |                                                      |                                     |
| Bofors L-60                         |                                     | Cañón antiaéreo remolcado             | Suecia                              | 12                                  |                                                      |                                     |
| ZPU-2                               |                                     | Cañón antiaéreo remolcado             | Unión Soviética                     | N/A                                 |                                                      |                                     |
| ZU-23-2                             |                                     | Cañón antiaéreo remolcado             | Unión Soviética                     | 350                                 |                                                      |                                     |
| Defensa antiaérea portátil          |                                     |                                       |                                     |                                     |                                                      |                                     |
| Blowpipe                            |                                     | Sistema de defensa antiaérea portátil | Reino Unido                         | 48                                  |                                                      |                                     |
| 9K32 Strela-2                       |                                     | Sistema de defensa antiaérea portátil | Unión Soviética                     | 100                                 |                                                      |                                     |
| Misil superficie-aire               |                                     |                                       |                                     |                                     |                                                      |                                     |
| Euromissile Roland                  |                                     | Misil superficie-aire                 | Francia                             | 16                                  | Montados en el chasis de un carro de combate AMX-30. |                                     |

### Artillería
| Nombre                    | Fotografía                | Tipo                          | País de origen            | En servicio               | Notas |
| Artillería autopropulsada | Artillería autopropulsada | Artillería autopropulsada     | Artillería autopropulsada | Artillería autopropulsada | Artillería autopropulsada |
| ------------------------- | ------------------------- | ----------------------------- | ------------------------- | ------------------------- | --- |
| SH-5                      |                           | Obús autopropulsado de 105 mm | China                     | 5                         | El SH5 es un obús autopropulsado del calibre 105 mm. En julio de 2011, Norinco (Corporación de Industrias del Norte de China) organizó una demostración de promoción del sistema SH5 en Alashan, en el desierto de Gobi. El SH5 está instalado en el chasis de un camión militar y tiene un alcance máximo de 18 km. |
| SH-2                      |                           | Obús autopropulsado de 122 mm | China                     | 2                         | El obús autopropulsado SH2 del calibre 122 mm es un sistema de artillería desarrollado por Norinco. El sistema de artillería se desarrolló principalmente para el mercado de exportación, pero puede ser desplegado por el Ejército Popular de Liberación.                                                           |
| OTO Melara Palmaria       |                           | Obús autopropulsado de 155mm  | Italia                    | 25                        | |
| Artillería de cohetes     |                           |                               |                           |                           | |
| APR–40                    |                           | Lanzacohetes múltiple         | Rumania                   | 25                        | |
| BM-21 Grad                |                           | Lanzacohetes múltiple         | Unión Soviética           | 5                         | |
| RM-70                     |                           | Lanzacohetes múltiple         | Checoslovaquia            | 7                         | |
| Morteros                  |                           |                               |                           |                           | |
| L16                       |                           | Mortero de 81mm               | Reino Unido               | 200                       | |
| Cañón de campaña          |                           |                               |                           |                           | |
| ZiS-3                     |                           | Cañón de campaña de 76 mm     | Unión Soviética           | N/A                       | |
| Cañón de montaña          |                           |                               |                           |                           | |
| OTO Melara Modelo 56      |                           | Cañón de montaña de 105mm     | Italia                    | 124                       | 200 unidades entregadas. |
| Obuses remolcados         |                           |                               |                           |                           | |
| Obús M-56                 |                           | Obús remolcado de 105mm       | Yugoslavia                |                           | |
| D-30                      |                           | Obús remolcado de 122 mm      | Unión Soviética           | 90                        | |
| D-74                      |                           | Obús remolcado de 122 mm      | Unión Soviética           | 90                        | |
| M-46                      |                           | Obús remolcado de 130mm       | Unión Soviética           | 7                         | |
| D-20                      |                           | Obús remolcado de 152mm       | Unión Soviética           | 4                         | Entregados en 1992. |
| Haubits FH77              |                           | Obús remolcado de 155 mm      | Suecia                    | 24                        | Armas en almacenamiento. |

### Vehículos blindados de combate
| Nombre                            | Fotografía        | Tipo                              | País de origen                | En servicio       | Notas                                                                         |
| Carros de combate                 | Carros de combate | Carros de combate                 | Carros de combate             | Carros de combate | Carros de combate                                                             |
| --------------------------------- | ----------------- | --------------------------------- | ----------------------------- | ----------------- | ----------------------------------------------------------------------------- |
| MBT-3000                          |                   | Carro de combate principal        | China                         | 6+                | Entregados en abril de 2020.                                                  |
| T-72                              |                   | Carro de combate principal        | Unión Soviética               | 25                | 25 de ellos fueron revisados y puestos nuevamente en servicio activo en 2019. |
| T-54/55                           |                   | Carro de combate principal        | Unión Soviética               | 24                |                                                                               |
| Vickers MBT                       |                   | Carro de combate principal        | Reino Unido                   | 106               | Mk3                                                                           |
| AMX-30                            |                   | Carro de combate principal        | Francia                       | 16                |                                                                               |
| Tanques ligeros                   |                   |                                   |                               |                   |                                                                               |
| FV101 Scorpion                    |                   | Tanque ligero                     | Reino Unido                   | 157               |                                                                               |
| FV107 Scimitar                    |                   | Tanque ligero                     | Reino Unido                   | 5                 | Cinco unidades compradas en Jordania.                                         |
| Automóviles blindados             |                   |                                   |                               |                   |                                                                               |
| ERC-90                            |                   | Automóvil blindado                | Francia                       | 80                | 40 unidades con torreta Lynx.                                                 |
| EE-09 Cascavel                    |                   | Automóvil blindado                | Brasil                        | 70                | Entregados en 1994.                                                           |
| Panhard AML                       |                   | Automóvil blindado                | Francia                       | 130               | Variantes AML-60 and AML-90.                                                  |
| Panhard VBL                       |                   | Automóvil blindado                | Francia                       | 72                |                                                                               |
| Raycolt KLTV                      |                   | Automóvil blindado                | Corea del Sur                 |                   | Fabricado por la corporación Kia Motors.                                      |
| Daimler Ferret                    |                   | Automóvil blindado                | Reino Unido                   | 25                | 40 unidades entregadas.                                                       |
| Plasan Sand Cat                   |                   | Automóvil blindado                | Israel                        |                   | Varias unidades compradas.                                                    |
| Shorland                          |                   | Automóvil blindado                | Reino Unido                   |                   | Mk 3.                                                                         |
| Vehículo de combate de infantería |                   |                                   |                               |                   |                                                                               |
| BMP-1                             |                   | Vehículo de combate de infantería | Unión Soviética               |                   | Variante BVP-1.                                                               |
| BMP-2                             |                   | Vehículo de combate de infantería | Rusia                         |                   | [ 33 ]                                                                        |
| ZBL-09                            |                   | Vehículo de combate de infantería | China                         | N/A               | Entregados en abril de 2020.                                                  |
| Transporte blindado de personal   |                   |                                   |                               |                   |                                                                               |
| Saurer 4K 4FA                     |                   | Transporte blindado de personal   | Austria                       | 250               | .                                                                             |
| MT-LB                             |                   | Transporte blindado de personal   | Bandera de la Unión Soviética | 67                | Llegaron a Nigeria desde Polonia.                                             |
| MOWAG Piranha                     |                   | Transporte blindado de personal   | Suiza                         | 110               |                                                                               |
| BTR-3                             |                   | Transporte blindado de personal   | Ucrania                       | 47                | Variante BTR-3U Guardian.                                                     |
| BTR-70                            |                   | Transporte blindado de personal   | Unión Soviética               | 18                |                                                                               |
| BTR-60                            |                   | Transporte blindado de personal   | Unión Soviética               | 6                 |                                                                               |
| Saxon APC                         |                   | Transporte blindado de personal   | Reino Unido                   | 75                |                                                                               |
| Panhard M3                        |                   | Transporte blindado de personal   | Francia                       | 18                |                                                                               |
| Spartan APC                       |                   | Transporte blindado de personal   | Emiratos Árabes Unidos        |                   | Varias unidades compradas a los Emiratos Árabes Unidos.                       |
| Reva APC                          |                   | Transporte blindado de personal   | Sudáfrica                     | 40                | Varias unidades compradas a Sudáfrica.                                        |
| Otokar Cobra                      |                   | Transporte blindado de personal   | Turquía                       | 204               |                                                                               |
| Isotrex Phantom APC               |                   | Transporte blindado de personal   | Estados Unidos                | [ 38 ]            | Varias unidades destruidas por el grupo yihadista Boko Haram.                 |
| INKAS LAPV                        |                   | Transporte blindado de personal   | Canadá                        |                   |                                                                               |
| MRAP                              |                   |                                   |                               |                   |                                                                               |
| Buffalo MPV                       |                   | MRAP                              | Estados Unidos                | 40                | [ 41 ]                                                                        |
| Casspir                           |                   | MRAP                              | Sudáfrica                     | 5                 | Casspir 3                                                                     |
| Dongfeng Mengshi                  |                   | MRAP                              | China                         | 100               | [ 42 ]                                                                        |
| Proforce Ara/Thunder              |                   | MRAP                              | Nigeria                       | 40+               | [ 41 ]                                                                        |
| Ezugwu                            |                   | MRAP                              | Nigeria                       | 30+               | 52 unidades compradas.                                                        |
| Ambulancia blindada               |                   |                                   |                               |                   |                                                                               |
| Alvis FV104 Samaritan             |                   | Ambulancia blindada               | Reino Unido                   |                   |                                                                               |

### Camiones militares
| Nombre                 | Fotografía         | Tipo               | País de origen     | En servicio        | Notas                                                        |                    |
| Camiones militares     | Camiones militares | Camiones militares | Camiones militares | Camiones militares | Camiones militares                                           | Camiones militares |
| ---------------------- | ------------------ | ------------------ | ------------------ | ------------------ | ------------------------------------------------------------ | ------------------ |
| KRAZ-6322              |                    | Camión militar     | Ucrania Nigeria    |                    | Algunos camiones son manufacturados localmente por Proforce. |                    |
| Ashok Leyland Stallion |                    | Camión militar     | India Nigeria      |                    | 700 unidades ensambladas en Nigeria.                         |                    |

### Vehículos de ingenieros
| Nombre                 | Fotografía             | Tipo                              | País de origen         | En servicio            | Notas |
| Vehículo de ingenieros | Vehículo de ingenieros | Vehículo de ingenieros            | Vehículo de ingenieros | Vehículo de ingenieros | Vehículo de ingenieros |
| ---------------------- | ---------------------- | --------------------------------- | ---------------------- | ---------------------- | --- |
| BOZENA 5               |                        | Vehículo terrestre no tripulado   | Eslovaquia             | N/A                    | Eliminación de minas terrestres antipersonales y antitanque convencionales. Asistencia en la desactivación de artefactos explosivos improvisados (IED). |
| Vickers AVLB           |                        | Vehículo lanzapuentes blindado    | Reino Unido            | 26                     | |
| Vickers ARV            |                        | Vehículo blindado de recuperación | Reino Unido            | 12                     | |

### Vehículos utilitarios
| Nombre                       | Fotografía | Tipo                                                   | País de origen      | En servicio | Notas                                              |
| ---------------------------- | ---------- | ------------------------------------------------------ | ------------------- | ----------- | -------------------------------------------------- |
| Steyr-Daimler-Puch Haflinger |            | Vehículo todoterreno con tracción en las cuatro ruedas | Austria             | 400         |                                                    |
| Steyr-Daimler-Puch Pinzgauer |            | Vehículo todoterreno con tracción en las cuatro ruedas | Austria             | N/A         |                                                    |
| Land Rover Defender          |            | Vehículo todoterreno con tracción en las cuatro ruedas | Reino Unido Nigeria | N/A         | Algunos son manufacturados localmente.             |
| Tarpan Honker                |            | Vehículo todoterreno con tracción en las cuatro ruedas | Polonia             | 25          |                                                    |
| Toyota Land Cruiser          |            | Camioneta pickup                                       | Japón               | N/A         | Algunos fueron convertidos en vehículos blindados. |
| Toyota Hilux                 |            | Camioneta pickup                                       | Japón               | N/A         |                                                    |
| Innoson IVM G12              |            | Camioneta pickup                                       | Nigeria             | N/A         |                                                    |
| Innoson IVM G-80             |            | Vehículo utilitario deportivo                          | Nigeria             | 40          |                                                    |

### Helicópteros
| Nombre                            | Fotografía   | Tipo                  | País de origen | Notas                                         |
| Helicópteros                      | Helicópteros | Helicópteros          | Helicópteros   | Helicópteros                                  |
| --------------------------------- | ------------ | --------------------- | -------------- | --------------------------------------------- |
| McDonnell Douglas MD 500 Defender |              | Helicóptero militar   | Estados Unidos | 12 unidades en pedido.                        |
| Helicóptero de combate ligero HAL |              | Helicóptero de ataque | India          | Número no especificado de unidades en pedido. |

## Armada de Nigeria
Se compone de cien marineros y cuenta con la unidad de élite, Special Boat Service of Nigeria (SBSN). La Armada de Nigeria es la rama marítima de las Fuerzas Armadas de Nigeria. La estructura de mando de la Armada de Nigeria en la actualidad consta del Cuartel General Naval en Abuya, así como de otros tres comandos operativos con sede en Lagos, Calabar y Bayelsa. El cuartel general del comando de entrenamiento está ubicado en Lagos, la capital comercial de Nigeria, pero cuenta con instalaciones de entrenamiento repartidas por todo Nigeria. Hay cinco bases operativas; cinco bases operativas avanzadas (con dos más que pronto entrarán en funcionamiento), dos astilleros ubicados en Lagos y Port Harcourt y dos flotas con base en Lagos y Calabar. La Marina de Nigeria está dirigida actualmente por el vicealmirante Awwal Zubairu Gambo.

## Fuerza Aérea de Nigeria

Emblema aeronáutico de la Fuerza Aérea de Nigeria

La Fuerza Aérea de Nigeria fue oficialmente constituida en el año 1964 gracias a la asesoría técnica de militares enviados por la República Democrática Alemana. Inicialmente se estableció como una fuerza aérea orientada al transporte de material militar y mercancías, con pilotos instruidos en países como Canadá, Etiopía, Pakistán o la RDA. La Fuerza Aérea de Nigeria no poseyó capacidad de combate hasta la adquisición de algunos MiG-17 proporcionados por la Unión Soviética en el año 1966.
En el año 2016, la Fuerza Aérea de Nigeria, contaba con más de 10.000 efectivos, así como aeronaves destinadas al transporte, el entrenamiento de pilotos, helicópteros y aviones de combate.